# Emmanuel Nunes
Emmanuel Nunes (31 de agosto de 1941 - 2 de septiembre de 2012) fue un compositor portugués que vivió en París.

## Biografía
Nunes nació en Lisboa, donde estudió composición, desde 1959 hasta 1963 en la Academia de Amadores de Música con Francine Benoit, y luego con Fernando Lopes Graça en la Universidad (1962-64). Luego asistió a cursos en la Darmstädter Ferienkurse (1963-65), y en 1964 se trasladó a París. Un año más tarde se trasladó a Colonia, se matriculó en la Hochschule für Musik Köln, y estudió composición con Henri Pousseur, música electrónica con Jaap Spek, y fonética con Georg Heike, a la vez que tomó cursos con Karlheinz Stockhausen (Latino 2001).
En 1971 fue galardonado con el Primer Prix d´Esthetique Musicale en la clase de Marcel Beaufils en el Conservatorio Nacional Superior de Música de París, en 1999 ganó el Premio de Composición de la UNESCO, y en 2000 fue el ganador del Prémio Pessoa.
Desde 1980 se ha convertido en un maestro, en lugares como la Fundación Gulbenkian de Lisboa, la Universidad de Harvard en los EE. UU., el Conservatorio de París, y en los Cursos de Verano de Darmstadt. De 1986 a 1992 ocupó la cátedra de composición en el Instituto de Música Nueva de la Hochschule für Musik Freiburg. Nunes fue nombrado Oficial de la Orden Francesa de las Artes y las Letras en 1986, y en 1991 fue nombrado comendador de la Orden de Santiago de la Espada por el presidente de Portugal. Desde 1992 hasta 2006 Nunes fue profesor de Composición en el Conservatorio de París.